# تپه رود حسن گره چغا
تپه رود حسن گره چغا مربوط به مس و سنگ است و در شهرستان نهاوند، بخش خزل، روستای گره چغا واقع شده و این اثر در تاریخ ۲۴ اسفند ۱۳۸۳ با شمارهٔ ثبت ۱۱۴۴۹ به‌عنوان یکی از آثار ملی ایران به ثبت رسیده است.